# Programa lineal dual
El dual de un programa lineal (PL) dado es otro PL que se deriva del PL original (el primal) de la siguiente forma:
- Cada variable en el PL primal se convierte en una restricción en el PL dual;
- Cada restricción en el PL primal se convierte en una variable PL dual;
- La función objetivo se invierte – maximizar en el PL primal se convierte en minimizar en el PL dual y viceversa.

## Construyendo el PL dual
Dado un PL primal, el siguiente algoritmo puede ser utilizado para construir su PL dual. El PL primal está definido por:
- Un conjunto de {\displaystyle n} variables: {\displaystyle x_{1},\ldots ,x_{n}}
- Para cada variable {\displaystyle x_{i}}, le corresponde un signo de restricción – tiene que ser no negativo ({\displaystyle x_{i}\geq 0}), no positivo ({\displaystyle x_{i}\leq 0}) o irrestrica {\displaystyle x_{i}\in \mathbb {R} }.
- Una función objetivo:{\displaystyle {\text{maximizar}}~~~c_{1}x_{1}+\cdots +c_{n}x_{n}}
- Una lista de {\displaystyle m} restricciones. Cada restricción {\displaystyle j} es:  {\displaystyle a_{j1}x_{1}+\cdots +a_{jn}x_{n}\lesseqqgtr b_{j}} donde el símbolo antes de {\displaystyle b_{j}} puede ser {\displaystyle \geq } o {\displaystyle \leq } o {\displaystyle =}.

El PL dual se construye como sigue:
- Cada restricción en el primal se convierte en una variable en el dual, por lo que hay {\displaystyle m} variables: {\displaystyle y_{1},\ldots ,y_{m}}.
- El constreñimiento de señal de cada variable dual es "opuesto" al signo de su primal constreñimiento. Por lo que “{\displaystyle \geq b_{j}}” se convierte en {\displaystyle y_{j}\leq 0},  “{\displaystyle \leq b_{j}}” se convierte en {\displaystyle y_{j}\geq 0} y “{\displaystyle =b_{j}}” se convierte en {\displaystyle y_{j}\in \mathbb {R} }.
- La función objetiva dual es{\displaystyle {\text{minimizar }}~~~b_{1}y_{1}+\cdots +b_{m}y_{m}}
- Cada variable primal se convierte en una restricción dual, por lo que hay {\displaystyle n} restricciones. El coeficiente de una variable dual en la restricción dual es el coeficiente de su variable primal en su restricción primal, por lo que cada restricción {\displaystyle i} es: {\displaystyle a_{1i}y_{1}+\cdots +a_{mi}y_{m}\lesseqqgtr c_{i}} donde el símbolo antes de {\displaystyle c_{i}} es similar a la restricción en variable {\displaystyle i} en el PL primal, por lo que {\displaystyle x_{i}\leq 0} se convierte en “{\displaystyle \leq c_{i}}”, {\displaystyle x_{i}\geq 0} se convierte en “{\displaystyle \geq c_{i}}” y {\displaystyle x_{i}\in \mathbb {R} } se convierte en “{\displaystyle =c_{i}}”.

De este algoritmo, es fácil de ver que el dual del dual es el primal.

## Formulación vectorial
Si todas las restricciones tienen el mismo signo,  es posible representar el algoritmo de arriba en una manera más corta utilizando matrices y vectores. La siguiente tabla muestra la relación entre varios tipos de PL primales y duales.
| Primal | Dual | Nota                                  |
| --- | --- | ------------------------------------- |
| Maximizar {\displaystyle {\mathbf {c}}^{T}{\mathbf {x}}} sujeto a {\displaystyle A{\mathbf {x}}\geq {\mathbf {b}},\;{\mathbf {x}}\geq {\mathbf {0}}} | Minimizar {\displaystyle {\mathbf {b}}^{T}{\mathbf {y}}} sujeto a {\displaystyle A^{T}{\mathbf {y}}\geq {\mathbf {c}},\;{\mathbf {y}}\geq {\mathbf {0}}} | Es llamado problema dual "simétrico"  |
| Maximizar {\displaystyle {\mathbf {c}}^{T}{\mathbf {x}}} sujeto a {\displaystyle A^{T}{\mathbf {y}}\leq {\mathbf {b}}}                               | Minimizar {\displaystyle {\mathbf {b}}^{T}{\mathbf {y}}} sujeto a {\displaystyle A^{T}{\mathbf {y}}={\mathbf {c}},\;{\mathbf {y}}\geq {\mathbf {0}}}     | Es llamado problema dual “asimétrico” |
| Maximizar {\displaystyle {\mathbf {c}}^{T}{\mathbf {x}}} sujeto a {\displaystyle A{\mathbf {b}}={\mathbf {b}},\;{\mathbf {x}}\geq {\mathbf {0}}}     | Minimizar {\displaystyle {\mathbf {b}}^{T}{\mathbf {y}}} sujeto a {\displaystyle A^{T}{\mathbf {y}}\geq {\mathbf {c}}}                                   |                                       |

## Los teoremas duales
En lo siguiente, suponga que el PL primal es "maximizar {\displaystyle {\mathbf {c}}^{T}{\mathbf {x}}} sujeto a [restricciones]" y el PL dual es "minimizar {\displaystyle {\mathbf {b}}^{T}{\mathbf {y}}} sujeto a [restricciones]".

### Dualidad débil
El teorema de dualidad débil dice que para cada solución factible {\displaystyle {\mathbf {x}}} del primal y cada solución factible {\displaystyle {\mathbf {y}}} del dual: {\displaystyle {\mathbf {c}}^{T}{\mathbf {x}}\leq {\mathbf {b}}^{T}{\mathbf {y}}}. En otras palabras,, el valor objetivo en cada solución factible del dual es un superior-atado en el valor objetivo del primal, y valor objetivo en cada solución factible del primal es un más bajo-atado en el valor objetivo del dual. Esto implica:
{\displaystyle \max _{\mathbf {x}}{\mathbf {c}}^{T}{\mathbf {x}}\leq \min _{\mathbf {y}}{\mathbf {b}}^{T}{\mathbf {y}}}
En particular, si el primal es no acotado entonces el dual no tiene solución factible y si el dual es no acotado entonces el primal no tiene solución factible.

### Dualidad fuerte
El teorema de dualidad fuerte dice que si uno de los dos problemas tiene una solución óptima entonces también el otro, además
{\displaystyle \max _{\mathbf {x}}{\mathbf {c}}^{T}{\mathbf {x}}=\min _{\mathbf {y}}{\mathbf {b}}^{T}{\mathbf {y}}}
El teorema de dualidad fuerte es más difícil de demostrar; las demostraciones normalmente utilizan el teorema de dualidad débil como una sub-rutina.

## Ejemplos
Considere el PL primal con dos variables y una restricción:
{\displaystyle {\begin{aligned}{\text{maximizar }}&3x_{1}+4x_{2}\\{\text{sujeto a }}&5x_{1}+6x_{2}=7\\&x_{1}\geq 0,x_{2}\geq 0\end{aligned}}}
Aplicando el algoritmo de arriba obtenemos el siguiente PL dual con una variable y dos restricciones:
{\displaystyle {\begin{aligned}{\text{minimizar }}&7y_{1}\\{\text{sujeto a }}&5y_{1}\geq 3\\&6y_{1}\geq 4\\&y_{1}\in \mathbb {R} \end{aligned}}}

### Programa no factible
Un PL puede ser no acotado o no factible. La teoría de la dualidad menciona que:
- Si el primal es no acotado entonces el dual es no factible;
- Si el dual es no acotado entonces el primal es no factible.

Sin embargo, es posible para ambos (el dual y el primal) ser no factibles. Aquí es un ejemplo:
{\displaystyle {\begin{aligned}{\text{maximizar }}&2x-y\\{\text{sujeto a }}&x-y\leq 1\\&-x+y\leq -2\\&x,y\geq 0\end{aligned}}}